# Görmeli
 (septembre 2010).
Si vous disposez d'ouvrages ou d'articles de référence ou si vous connaissez des sites web de qualité traitant du thème abordé ici, merci de compléter l'article en donnant les références utiles à sa vérifiabilité et en les liant à la section « Notes et références ».
Görmeli est un village du sud de la Turquie situé dans les Monts Taurus, près d'Ermenek, dans la province de Karaman.

## Géographie
Görmeli se trouve sur les pentes des montagnes du Taurus, à 18 km au Sud-Est d'Ermenek et à 90 km d'Anamur. Le village est situé entre Ermenek et Gülnar. Il est entouré de forêts et de hautes montagnes. 
La région est très productive grâce à l'eau abondante et aux sols fertiles. Elle fournit des fruits et légumes et présente un cadre naturel, où les populations ont conservé une partie de leur mode de vie traditionnel.

## Histoire
L'origine du village est inconnue. On rapporte que des populations d'Adana y auraient été déportées par les Karamanides.[citation nécessaire]

## Monuments

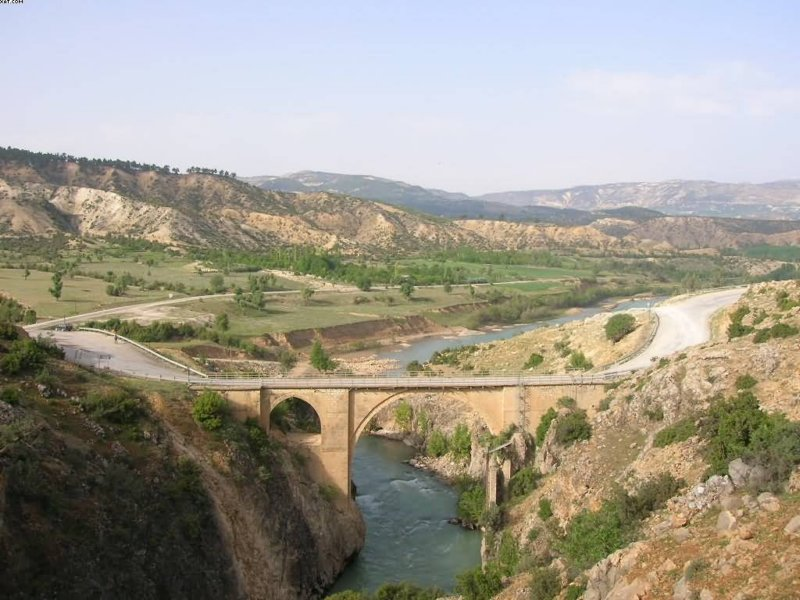
Ala Köprü

À 5 km du village se trouve le pont Ala Köprü (ou Görmel Köprüsü) (construit en 1290), œuvre des Karamanides d'une longueur de 27 m et d'une largeur de 4,70 m. Ce monument est destiné à disparaître dans le lac qui sera créé par le nouveau barrage d'Ermenek, en cours de construction.

Le château de Mennan se trouve à Nısa, près de Görmeli. Construit sur un relief abrupt, il fut arraché aux Karamanides par l'ottoman Gedik Ahmed Pacha. Le Karamanide Pir Ahmed Bey fait une tentative de suicide à ce moment-là, il meurt peu après de ses blessures à Tarse. Le château est actuellement en ruines, du fait des pillages et de longues années de négligence de la part des autorités.

## Spécialités
Une soupe traditionnelle appelée batırma est constituée de petits morceaux de blé, de tomate, de poivron, de persil, de sésame, de noix. Le contenu est mélangé et pétri avec de l'eau froide. Il est servi avec des poivrons, concombres, choux bouillis, aubergines, des tomates et des feuilles de vigne cuites. 
Il y a aussi un autre aliment traditionnel appelé tarhana. Il peut être fait à la fois avec de la viande hachée et des pommes de terre. Les ingrédients sont mélangés avec du blé, de la sauce tomate, de l'oignon, du poivre et du persil. Le mélange est ensuite pétri et il a la forme d'un palmier. Les pièces sont grillées sur charbon de chêne. Les gens se lèvent très tôt et la plupart d'entre eux vont à leurs champs ou leurs animaux au pâturage ou dans les montagnes.
Les collines et les parties inférieures des Görmeli ne sont pas adaptées pour l'agriculture. La plupart des habitants vendent de plus en plus de fruits, de légumes, de produits laitiers ou d'élevage. Les "raisins Görmeli" sont connus. Il y a de nombreux vignobles. Mais aussi des vergers contenant des pommiers, figuiers, noyers, grenadiers. Chaque famille a des animaux, plusieurs chèvres, une vache, des poulets. 
Les moutons ne sont pas appréciés par les paysans parce que cet animal ne peut pas s'adapter aux terres montagneuses. En outre, les paysans ne mangent pas de viande ovine. Ces dernières années, les gens cultivent des fruits greffés sur le plus élevé des plateaux du village. Cette activité économique contribue également aux ressources du village.